# Pogogyne serpylloides
Pogogyne serpylloides là một loài thực vật có hoa trong họ Hoa môi. Loài này được (Torr.) A.Gray miêu tả khoa học đầu tiên năm 1868.